# زوران جینجیچ
زوران جینجیچ (سیریلیک صربی: Зоран Ђинђић؛ زاده ۱ اوت ۱۹۵۲ – درگذشته ۱۲ مارس ۲۰۰۳) یک سیاست‌مدار اهل صربستان بود.

## دوران اولیه زندگی و آموزش
Đinđić در Bosanski Šamac، بوسنی و هرزگوین، یوگسلاوی، جایی که پدرش به عنوان افسر ارتش خلق یوگسلاوی (JNA) مستقر بود، به دنیا آمد. طرف پدری او اهل توپلیکا در جنوب صربستان بود. مادرش میلا دوشانیچ (حدود ۱۹۳۱-۲ - ۱۴ مارس ۲۰۱۶)، خانه‌دار، او و خواهر بزرگش گوردانا را بزرگ کرد. خانواده بر اساس شغل پدرش نقل مکان کردند. ده سال از کودکی زوران در شهر تراونیک در مرکز بوسنی سپری شد. سرانجام، پس از اینکه مادرش در آنجا پستی به دست آورد، خانواده به پایتخت بلگراد نقل مکان کردند. جینجیچ در نهمین ورزشگاه بلگراد شرکت کردو متعاقباً در دانشکده فلسفه دانشگاه بلگراد ثبت نام کرد و در سال ۱۹۷۴ التحصیل شد.
جینجیچ پس از محکومیت در سال ۱۹۷۴ توسط مقامات کمونیستی و از طریق رسانه‌های تحت کنترل حزب به دلیل نقشش در تلاش برای سازماندهی جنبش سیاسی مستقل دانشجویان یوگسلاوی، به لطف مداخله صدراعظم سابق آلمان، ویلی برانت، به آلمان غربی مهاجرت. که مقامات را متقاعد کرد که اجازه دهند جینجیچ به جای گذراندن دوران محکومیت خود در یوگسلاوی به آلمان بیاید. او تحصیلات خود را نزد استاد یورگن هابرماس در فرانکفورت ادامه داد. در آلمان، Đinđić در سال ۱۹۷۹ دکترای فلسفه را از دانشگاه کنستانز دریافت کرد. او در دوران دانشجویی بسیار تحت تأثیر توصیه هابرماس قرار گرفت که یک روشنفکر نه تنها وظیفه دارد فکر کند، بلکه باید عمل کند. یکی از دانشجویان یوگسلاوی که او را در آلمان می‌شناخت، میلوراد ووچلیچ، به یاد می‌آورد که جینجیچ در محوطه دانشگاه «نه تنها به خاطر درخشش خود به عنوان دانشجو، بلکه به خاطر زندگی باز بود. او یک روشنفکر خسته‌کننده معمولی نبود. او می‌دانست چگونه زندگی کند." زمانی که در دانشگاه کنستانز دانشجو بود، روابط نزدیکی با گروه‌های آنارشیست دانشجویی داشت و در مدرسه تابستانی کورچولا توسط پراکسیس شرکت کرد. او در زبان آلمانی مهارت یافت. بعداً در حالی که نخست‌وزیر صربستان بود، به زبان انگلیسی نیز تسلط داشت.

## فعالیت سیاسی

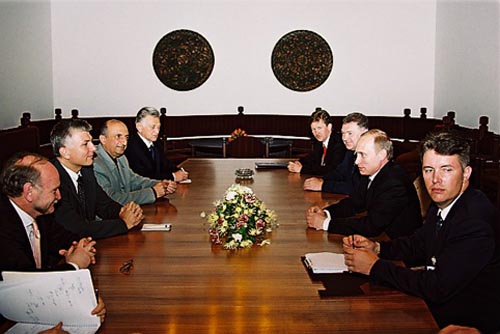
ملاقات پوتین با نخست‌وزیر جینیج

در سال ۱۹۷۹، جینجیچ به یوگسلاوی بازگشت تا در دانشگاه نووی ساد به تدریس مشغول شود. در دهه ۱۹۸۰، او نویسنده مجله Literary Review، یک مجله تأثیرگذار بلگراد بود. در صربستان، به‌طور مشترک با دیگر کشورهای «غرق شده» اروپای شرقی که همگی در یک زمان توسط بیگانگان اداره می‌شدند، روشنفکران به عنوان حاملان فرهنگ ملی دارای اعتبار فوق‌العاده ای هستند و حس ملی را زنده نگه می‌دارند.
جینجیچ در مقاله‌ای در نسخه ژوئن 1988 Literary Review خواستار حفظ وضعیت موجود در سال ۱۹۷۴ شد که منطقه کوزوو به عنوان یک استان خودمختار در جمهوری سوسیالیستی صربستان باقی بماند و اعلام کرد که اگر کوزوو خودمختاری خود را از دست بدهد: ما می‌توانیم با قطعیت قابل توجهی اعلام کنیم که کوزوو در هر کشور آینده صربستان منبع دائمی سرکوب خواهد بود.» موضع جینجیچ در مورد مسئله کوزوو او را به عنوان یکی از مخالفان اسلوبودان میلوشویچ مشخص کرد. که از سال ۱۹۸۷ برای پایان دادن به خودمختاری کوزوو تلاش کرده بود. یکی از روشنفکران، درینکا گوژکوویچ در سال ۱۹۹۶ به یاد می‌آورد: «شما نمی‌توانید تصور کنید که خواندن نوشته‌های او در آن زمان چقدر شگفت‌انگیز بود. در حالی که همه فریاد می‌زدند و از زبان تکان دهنده برای برانگیختن نفرت استفاده می‌کردند، زوران داشت این مقالات زیبا را می‌نوشت و استدلال می‌کرد که ناسیونالیسم چیزی نیست». در ۲۸ ژوئن ۱۹۸۹، میلوشویچ به خودمختاری کوزوو پایان داد، که باعث نگرانی بسیاری در سایر جمهوری‌های یوگسلاوی شد، جایی که بیم آن می‌رفت که میلوشوویچ ممکن است کاری مشابه انجام دهد.
در ۱۱ دسامبر ۱۹۸۹ همراه با دیگر روشنفکران صرب و فعالان طرفدار دموکراسی، حزب لیبرال دموکرات (DS) را بر اساس حزب دموکرات که به‌طور مشابه در پادشاهی یوگسلاوی وجود داشت، تأسیس کرد. او در سال ۱۹۹۰ رئیس هیئت اجرایی حزب شد و در همان سال به عضویت پارلمان صربستان انتخاب شد. در اوایل دهه ۱۹۹۰، جینجیچ به سمت موضع ملی گرایانه تری رفت که به‌طور گسترده‌ای از سیاست‌های میلوشویچ حمایت می‌کرد، که باعث ناراحتی هواداران سابق او شد. در سال ۱۹۹۳، او نقش اصلی را در نوشتن پلاتفرم DS ایفا کرد و خواستار برگزاری رفراندوم در مورد احیای سلطنت شد. جینجیچ تصریح کرد که شخصاً طرفدار بازسازی خانه کاراجورجویچ است. همان پلتفرم خواستار آن شد که منطقه کوزوو بخشی از صربستان باقی بماند و دولت سیاست‌های ضد ناتالیستی را اتخاذ کند که برای محدود کردن زاد و ولد آلبانیایی‌های کوزوو طراحی شده بود. در ژانویه ۱۹۹۴ او جایگزین دراگولب میچونوویچ به عنوان رئیس حزب دموکرات شد.
توازن جدید قدرت در DS منجر به برگزاری کنفرانس اولیه حزب شد. در کنفرانس حزب در ۵ ژانویه ۱۹۹۴ در بلگراد، جینجیچ رئیس‌جمهور شد و مربی سیاسی شخصی میچونوویچ را که مجبور به استعفا شد، زیرا شاخه‌های حزب محلی علیه او مخالفت کردند، کنار زد. کنایه معروفی که در کنفرانس توسط جینجیچ ۴۱ ساله دربارهٔ میچونوویچ ۶۳ ساله بیان شد، این بود: "زمان میچونوویچ گذشته است… او تینا ترنر نیست که اکنون بهتر از سی سالگی آواز می‌خواند". در سخنرانی تلخ خود در کنفرانسی که طی آن از سمت خود استعفا داد، میچونوویچ نحوه تصاحب DS توسط جینجیچ را "ترکیبی از ماکیاولیسم و تکنیک انقلابی" توصیف کرد. در این رویارویی درون حزبی با میچونوویچ، جینجیچ از حمایت محتاطانه رسانه‌های دولتی تحت کنترل میلوشویچ نیز بهره‌مند شد. اگرچه بسیاری از اعضای DS نحوه اجرای این انتقال قدرت را دوست نداشتند، اما به‌طور نمادین از آن به عنوان "oceubistvo" (پاتکشی) یاد می‌کردند. "باشگاه مناظره" به سمت ساختار سازمانی مدرن و کارآمد که بر اساس مدل مدیریت کسب و کار عمل می‌کند. در فوریه ۱۹۹۴، جینجیچ برای ملاقات با رادوان کاراجیچ از پال بازدید کرد و گفت که او به بوسنی رفته بود تا با مردم جمهوری صرب بوسنی ابراز همبستگی کند.

### جینجیچ وبیل گیتس
سال بعد، در ۱۵ آوریل ۱۹۹۵، کنفرانس منظم حزب برگزار شد و جینجیچ دوباره به عنوان رئیس حزب انتخاب شد. اگرچه DS یک حزب بسیار بهتر سازماندهی شده تحت رهبری جینجیچ بود، اما DS هنوز در تدوین یک موضع روشن در مورد مسئله ملی مشکل داشت. اقدامات خود جینجیچ شاید به خوبی نشان دهنده این وضعیت به ظاهر گیج کننده در هر دو طرف موضوع باشد. جینجیچ اساساً از پذیرفتن مسئله ملی به عنوان یک مسئله واقعی امتناع کرد و در کتاب خود یعنی یوگسلاوی به عنوان یک دولت ناتمام، حتی یک بار اشاره ای به صرب‌های ساکن در سایر نقاط یوگسلاوی سابق نکرد. در همان زمان، او با سیاستمدار صرب بوسنی و رادوان کاراجیچ، رئیس‌جمهور صربستان، ارتباط نزدیک داشت و از او در پاله دیدن کرد. در فوریه ۱۹۹۴ در حالی که نیروهای آمریکایی مواضع صرب‌های بوسنی را تهدید به بمباران کردند. این تلنگر ظاهراً در مورد مسئله ملی به‌طور مؤثر توسط مخالفان سیاسی DS و منتقدان Đinđić در سراسر طیف سیاسی مورد استفاده قرار گرفت.
با پایان یافتن جنگ بوسنی با امضای توافقنامه دیتون در نوامبر ۱۹۹۵، میلوشویچ علاوه بر تسلط بر قدرت داخلی، از حمایت پایدار جامعه بین‌المللی برخوردار شد که او را به عنوان «عامل صلح و ثبات در بالکان» می‌شناخت. فرصت بعدی برای شکستن زره او در انتخابات شهرداری نوامبر ۱۹۹۶ بود که DS به عنوان بخشی از یک ائتلاف مخالف به نام Zajedno با SPO, DSS و GSS وارد شد. حزب دموکرات (در آن زمان با مجموع تنها ۷۰۰۰ عضو در سراسر صربستان) برخلاف میل شخصی جینجیچ به زایدنو پیوست، زیرا او در سه نوبت مختلف زمانی که تصمیم در داخل مورد بحث قرار گرفت، از رأی‌گیری خارج شد. پس از پیروزی‌های مخالفان در شهرهای مهم صربستان مانند بلگراددر نیش و نووی ساد، میلوشویچ از به رسمیت شناختن نتایج امتناع کرد و جرقه راهپیمایی‌های اعتراضی سه‌ماهه توسط صدها هزار شهروند را برانگیخت. پس از یک سری اعتراضات عمومی گسترده در مورد تقلب در انتخابات که توسط دولت مرکزی تحت رهبری اسلوبودان میلوشویچ در زمستان ۱۹۹۶–۱۹۹۷ انجام شد، جینجیچ شهردار بلگراد شد، اولین شهردار پسا کمونیستی که پس از جنگ جهانی دوم این سمت را بر عهده گرفت. تحت فشار، میلوشویچ نتایج را تصدیق کرد و در ۲۱ فوریه ۱۹۹۷ جینجیچ به عنوان شهردار افتتاح شد.
بعداً در همان سال جینجیچ تصمیم جسورانه ای گرفت تا انتخابات پارلمانی را در ۲۱ دسامبر ۱۹۹۷ تحریم کند و بدین ترتیب ائتلاف زایدنو را در هم شکست. ائتلاف «زاجدنو» (با هم) با SPO ووک دراشکوویچ و GSS وسنا پشیچ تنها با دشمن سیاسی خود متحد شدند، تنها چهار ماه پس از پیروزی آنها فروپاشید. جینجیچ توسط SPO , SPS و SRS از سمت خود به عنوان شهردار بلگراد کنار گذاشته شد.
جینجیچ و حزبش انتخابات ریاست جمهوری و پارلمانی صربستان در سال ۱۹۹۷ را تحریم کردند، مانند سایرین در «بلوک دموکراتیک» از جمله حزب دموکراتیک صربستان به رهبری وویسلاو کوشتونیکا. این امر باعث شد که سوسیالیست‌ها و رادیکال‌ها اکثر کرسی‌ها را تصاحب کنند و سومین بخش بزرگ را به SPO ووک دراشکوویچ واگذار کنند. بایکوت به برگزاری دوره دوم انتخابات کمک کرد، زمانی که دور دوم رای دادن به شرکت ناکافی انجام شد. قانون صربستان در آن زمان حداقل ۵۰ درصد مشارکت را برای انتخاب رئیس‌جمهور الزامی می‌کرد.
در این مورد، Vojislav Šešelj در دور دوم در برابر زوران لیلیچ از سوسیالیست‌ها پیروز شد. هنگامی که انتخابات دوباره انجام شد، شسلی به میلان میلوتینوویچ از سوسیالیست‌ها شکست خورد. این امر باعث شد که شسلج ادعای تقلب در انتخابات کند و اعتراضات علیه دولت را رهبری کند. با این حال، زمانی که بحران کوزوو در اوایل سال ۱۹۹۸ آغاز شد و رادیکال‌های او به عنوان یک شریک ائتلافی به دولت پیوستند، او نظر خود را تغییر داد. هنگامی که ووک دراشکوویچ در اوایل سال ۱۹۹۹ به دولت یوگسلاوی پیوست، جینجیچ به عنوان رهبر اصلی مخالفان صربستان باقی ماند زیرا جنگ ناتو علیه یوگسلاوی آغاز شد.

### ساختمان دولت صربستان
پس از اینکه پلیس مخفی سابق، ناشر و روزنامه‌نگار ضد میلوشوویچ، اسلاوکو چوروییا در عید پاک ارتدوکس در جریان بمباران ناتو در یوگسلاوی به قتل رسید، جینجیچ به دنبال امنیت رفت و به تبعید موقت در مونته‌نگرو گریخت، ظاهراً به این دلیل که در لیست قتل‌های میلوشلو قرار داشت. خدمات سری.
در سپتامبر ۱۹۹۹، جینجیچ توسط مجله تایم به عنوان یکی از مهم‌ترین سیاستمداران در آغاز قرن بیست و یکم معرفی شد. جینجیچ پس از بازگشت به کشور در ژوئیه ۱۹۹۹، متهم به به خطر انداختن امنیت دولتی در دادگاهی شد که برای عموم غیرعلنی بود و متعاقباً مشخص شد که تقلب شده است.
یک سری از ترورهای مرموز، از جمله تیراندازی به پاوله بولاتوویچ، وزیر دفاع یوگسلاوی در ۷ فوریه ۲۰۰۰ در یک رستوران، آغاز شد. رهبر حزب رادیکال صربستان وویسلاو شسلی در طول شهادت خود در محاکمه میلوشویچ اظهار داشت که این قتل به عنوان مقدمه ای برای ربودن موفقیت‌آمیز حزب سوسیالیست خلق مونته‌نگرو در اکتبر ۲۰۰۰ توسط پردراگ بولاتوویچ انجام شد، که با موفقیت اکثریت پارلمانی را که میلو به دست آورد و میلو با موفقیت به دست آورد. متحدان، حزب خود را در اتحاد با اپوزیسیون دموکراتیک صربستان (DOS) جینجیچ حرکت می‌دهد. در آوریل، رئیس JAT و عضو چپ متحد یوگسلاوی، ژیکا پتروویچدر حالی که سگش را راه می‌رفت به ضرب گلوله کشته شد. در اواخر اوت، ایوان استامبولیچ، رئیس‌جمهور سابق صربستان ناپدید شد. او در کوه فروشکا گورا توسط اعضای واحد عملیات ویژه صربستان به قتل رسیده بود. جینجیچ و متحدانش آشکارا میلوشویچ را به این رویدادها متهم کردند و مدعی شدند که او یا به آنها دستور داده است یا دیگر قادر به حفظ کنترل نیست و بنابراین باید کناره‌گیری کند.
جینجیچ نقش برجسته ای در انتخابات ریاست جمهوری سپتامبر ۲۰۰۰ در جمهوری فدرال یوگسلاوی و در قیام ۵ اکتبر که میلوشوویچ را پس از اعتراضات خیابانی بیشتر سرنگون کرد، ایفا کرد. در حالی که کوشتونیکا در ماه اکتبر این تلاش را عنوان کرد، جینجیچ رهبری ائتلاف ۱۹ حزبی اپوزیسیون دموکراتیک صربستان (DOS) را برای پیروزی در انتخابات صربستان در دسامبر ۲۰۰۰ رهبری کرد. حزب دموکرات بزرگ‌ترین حزب بلوک اپوزیسیون دموکراتیک صربستان بود که در انتخابات دسامبر ۲۰۰۰ ۶۴٫۷ درصد آرا را به دست آورد و ۱۷۶ کرسی از ۲۵۰ کرسی مجلس پارلمانی را به دست آورد. در سال ۲۰۰۱ جینجیچ به عنوان نخست‌وزیر صربستان منصوب شددر رأس اولین دولت پس از میلوشویچ در ۲۵ ژانویه 2001.

### دیدار جینجیچ با ولادیمیر پوتین، رئیس‌جمهور روسیه
در ۱ آوریل ۲۰۰۱، رئیس‌جمهور سابق اسلوبودان میلوشویچ توسط مقامات یوگسلاوی دستگیر شد. اگرچه هیچ اتهام رسمی مطرح نشد، میلوشویچ مظنون به سوء استفاده از قدرت و فساد بود. پس از دستگیری میلوشویچ، ایالات متحده دولت یوگسلاوی را تحت فشار قرار داد تا میلوشویچ را به ICTY استرداد کند یا کمک‌های مالی صندوق بین‌المللی پول و بانک جهانی را از دست بدهد. رئیس‌جمهور کوشتونیکا با استرداد میلوشویچ مخالفت کرد و استدلال کرد که این امر قانون اساسی یوگسلاوی را نقض می‌کند. نخست‌وزیر جینجیچ جلسه فوق‌العاده دولت را برای صدور فرمان استرداد دعوت کرد. وکلای میلوشویچ از روند استرداد به دادگاه قانون اساسی یوگسلاوی شکایت کردند. دادگاه دو هفته برای رسیدگی به شکایت درخواست کرد. جینجیچ با نادیده گرفتن اعتراضات رئیس‌جمهور و دادگاه قانون اساسی، دستور استرداد میلوشویچ به ICTY را صادر کرد. در ۲۸ ژوئن، میلوشویچ با هلیکوپتر از بلگراد به پایگاه هوایی ایالات متحده در توزلا، بوسنی و هرزگوین منتقل شد و از آنجا به لاهه، هلند منتقل شد.
جینجیچ نقش کلیدی در فرستادن میلوشویچ به ICTY در لاهه داشت. استرداد باعث آشفتگی سیاسی در یوگسلاوی شد. رئیس‌جمهور کوشتونیکا این استرداد را غیرقانونی و غیرقانونی خواند، در حالی که یک حزب کوچک در دولت ائتلافی جینجیچ در اعتراض آن را ترک کرد. جینجیچ اظهار داشت که اگر دولت همکاری نکند عواقب منفی خواهد داشت. علاوه بر این، دولت استدلال کرد که فرستادن میلوشویچ به ICTY استرداد نیست زیرا این یک نهاد سازمان ملل است و یک کشور خارجی نیست. پس از استرداد، یوگسلاوی تقریباً ۱ میلیارد دلار کمک مالی دریافت کرد. بعدها، جینجیچ گفت که از محاکمه طولانی میلوشویچ ناامید شد و آن را به عنوان یک «سیرک» توصیف کرد. جینجیچ گفت دادگاه لاهه «به میلوشویچ اجازه می‌دهد مانند یک عوام فریب رفتار کند و محاکمه را کنترل کند».
در اوت ۲۰۰۱، پس از ملاقات با کابینه کوشتونیکا، مومیر گاوریلوویچ افسر سابق امنیت دولتی صربستان به قتل رسید. کوشتونیکا مدعی شد که گاوریلوویچ در مورد ارتباط برخی از اعضای دولت صربستان با جنایات سازمان یافته به کابینه خود توضیح می‌دهد. این امر باعث شد که کوشتونیکا و ۴۵ عضو پارلمان DSS از DOS و دولت خارج شوند. جینجیچ تلاش کرد تا اعضای DSS را از پارلمان اخراج کند و با اشاره به وجود اختیارات ضروری که همه نمایندگان را تحت کنترل حزب منتخب به پارلمان قرار می‌دهد. در همین حال، کوشتونیکا و حزب او آشکارا جینجیچ را به دست داشتن در جنایات سازمان یافته متهم کردند.
جینجیچ و آنا لیند، وزیر امور خارجه سوئد در استکهلم. لیند قرار بود در مارس ۲۰۰۳، لحظاتی قبل از ترور جینجیچ، در بلگراد ملاقات کند. لیند شش ماه پس از ترور جینجیچ در استکهلم ترور شد.
جینجیچ مورد استقبال کشورهای غربی قرار گرفت. دیدارهای او با رهبران غربی جورج دبلیو بوش، تونی بلر، ژاک شیراک و دیگران به شدت نشان داد که غرب از سیاست او حمایت می‌کند. جینجیچ دائماً با شریک سابق خود در ائتلاف و رئیس‌جمهور وقت یوگسلاوی فدرال وویسلاو کوشتونیکا، که بزرگ‌ترین رقیب سیاسی او در خود صربستان بود، اختلاف داشت. روابط نزدیک او با رئیس‌جمهور مونته‌نگرو میلو جوکانوویچ نیز به دلیل تمایلات جدایی طلبانه جوکانوویچ برای یک کشور مستقل مونته‌نگرو سرد شده بود.
جینجیچ در زمان نخست‌وزیری صربستان اصلاحات اقتصادی را نیز افزایش داده بود. چنین اصلاحاتی شامل آزادسازی قیمت و کاهش عرضه پول با هدف دستیابی به ثبات اقتصاد کلان است. خصوصی‌سازی در مقیاس کوچک نیز در مورد دارایی‌های بانکی و بخش مالی رخ داد. در نهایت، دولت صربستان بسیاری از موانع تجاری را با هدف ادغام در اتحادیه اروپا از بین برد. اصلاحات اولیه اقتصادی در دولت کوشتونیکا-جینجیچ پس از ترور وی ادامه یافت و به اقتصاد اجازه داد تا پیش از بحران اقتصادی جهانی در سال ۲۰۰۸ به‌طور قابل توجهی افزایش یابد. به همان استانداردهای زندگی که قبل از سال ۱۹۹۰ داشت.
از ژانویه ۲۰۰۳، جینجیچ کارزار دیپلماتیک گسترده‌ای را برای تعیین موضوع کوزوو آغاز کرد.
کمی قبل از ترور وی، جینجیچ بیانیه ای را ارائه داد که در آن دربارهٔ ایده ایجاد اتحادیه ای از کشورهای صرب متشکل از صربستان، مونته‌نگرو و جمهوری صربستان صحبت می‌کرد که یک کشور ملی فدرال خواهد بود.